# 가래상어
가래상어(학명: Rhinobatos schlegelii)는 가래상어과에 속하는 연골어류의 일종이다. 전장은 최대 1m이다. 서태평양의 한국부터 오스트레일리아까지 분포한다.